# Rolf Köhler (Musiker)
Rolf Köhler, Pseudonym Marc De Ville (* 24. Mai 1951; † 16. September 2007 in Hamburg-Altona), war ein deutscher Sänger, Musiker und Musikproduzent.

## Karriere
Rolf Köhler war einer der erfolgreichsten Backgroundsänger Deutschlands. Erste Erfolge als Solokünstler konnte er in den 1970er-Jahren unter dem Pseudonym „Marc De Ville“ (Walking alone in the Rain, California) verzeichnen. Er sang für zahlreiche Produktionen deutscher Popgrößen (u. a. Westernhagen) und internationaler Heavymetalbands (u. a. Saxon und Blind Guardian) im Hintergrund und gab vielen populären Werbesongs (z. B. „Wenns um Geld geht, Sparkasse“, „Tortella“, „Bifi“) seine Stimme. Seine weltweit wohl bekannteste Arbeit dürfte aber die Gestaltung der Falsettstimmen bei Modern Talking sein. Diese bildete er mit seinen Kollegen Detlef Wiedeke, Michael Scholz und Birger Corleis und Nino de Angelo. Blue System, Bohlens zweitem großen Projekt, lieh Köhler die Refrainstimme. Dieter Bohlen bewegte bei Auftritten und in Videos zum Refrain zwar seine Lippen – zu hören war jedoch Köhler.
Köhler war Mitinhaber der KaRo Musikstudios und wirkte an der Seite von Kalle Trapp an zahlreichen Heavy-Metal- und Rockproduktionen mit (u. a. Blind Guardian, Molly Hatchet). Er starb an den Folgen eines Schlaganfalls.

## Streit mit Bohlen
Nach dem abermaligen Ende von Modern Talking gingen er und seine beiden Kollegen mit der Behauptung an die Öffentlichkeit, dass „Von Bohlen selbst […] kein einziger Ton auf den Schallplatten stamme“. Obwohl Dieter Bohlen dies bis heute bestreitet, zahlte die Plattenfirma 100.000 DM an jeden der Drei. Die Glaubwürdigkeit dieser Behauptung leidet allerdings unter dem Verdacht, dass womöglich die drei ehemaligen Studiosänger sich mit ihren Äußerungen dafür „rächen“ wollten, dass Bohlen sie nach dem 2000er Modern-Talking-Album als Falsett-Chor einfach auswechselte, nachdem das Trio mehr Geld für seine Gesangseinlagen gefordert hatte.
Der Streit vor Gericht ging ausschließlich um die unrechtmäßige Verwendung der alten MT-Vocal-Tracks als Sample und deren digitale Veränderung. Außerdem muss auch die Zeitenfolge (consecutio temporum) eingehalten werden. Die Zusammenarbeit endete als Folge der Klage. Tatsächlich wurde der Chor daraufhin ausgetauscht, mit dem Ergebnis, dass es sich nicht mehr original, wie früher, anhörte.

## Eigene Erfolge
Seine eigene Band, bestehend aus Köhler, Wiedeke und Scholz, nannte sich seit Gründung 2003 Systems in Blue, angelehnt an das alte Bohlen-Projekt Blue System. Mehrere Titel daraus wurden als Single veröffentlicht. Kommerzielle Erfolge konnte Köhler aber auch mit diesem Projekt nicht feiern. 2008 erschien das zweite und letzte Album von Systems in Blue, welches von der Songkonzeption noch besser war als das „Point of no Return“-Album. Obwohl das Album in den amazon.de-Charts bis auf Platz 60 kam, blieb der kommerzielle Erfolg aus.
In Russland und Israel wurden einige Konzerte gegeben. Zudem war Köhler Mitglied von Bands wie „New Commix“ (bei Köhlers Mitgliedschaft und Single-Veröffentlichung galt diese Schreibweise, siehe Link, Diskografie), „Kentucky“, „Tollhouse“, „To Be“, „Ian Cussick“, „Blue Blizz“, „Springflut“ (mit Wiedeke) und „Gnadenlos Platt“.
In den 1980er-Jahren hatte er außerdem einige Mini-Projekte wie z. B. „Stag“, „L’Affair“, „C.Dorian“, „Tom Jackson“ und Mini-Band-Projekte namens „Boo Who“ und „Straight Flush“ sowie „Broken Dreams“, bei denen es aber bei dieser einen Produktion jeweils blieb.